# Glee: The Music, Presents Glease
Glee: The Music Presents Glease es el quinto EP del elenco de la serie musical Glee. Fue lanzado el 6 de noviembre de 2012, y contiene covers de nueve canciones del musical de 1971, Grease, y de la película basada en ella, Grease.

## Lista de canciones
| N.º | Título | Duración |  |
| 1.  | «Hopelessly Devoted to You» (con Darren Criss) | 3:01     |  |
| 2.  | «Born to Hand Jive» | 2:43     |  |
| 3.  | «Greased Lightning» (con Blake Jenner y Chord Overstreet) | 3:13     |  |
| 4.  | «Look at Me I'm Sandra Dee» (con Becca Tobin) | 1:38     |  |
| 5.  | «Beauty School Drop Out» (con Darren Criss) | 3:59     |  |
| 6.  | «Look at Me I'm Sandra Dee (Reprise)» (con Melissa Benoist) | 1:27     |  |
| 7.  | «There Are Worse Things I Could Do» (con Naya Rivera, Kate Hudson y Alex Newell)                                                                               | 2:21     |  |
| 8.  | «You're the One That I Want» (con Lea Michele, Cory Monteith, Chris Colfer, Darren Criss, Heather Morris, Naya Rivera, Blake Jenner y Melissa Benoist)         | 2:47     |  |
| 9.  | «Summer Nights» (con Chord Overstreet, Amber Riley, Vanessa Lengies, Damian McGinty, Mark Salling, Jenna Ushkowitz, Naya Rivera, Chris Colfer y Cory Monteith) | 3:36     |  |